# Галон (напій)

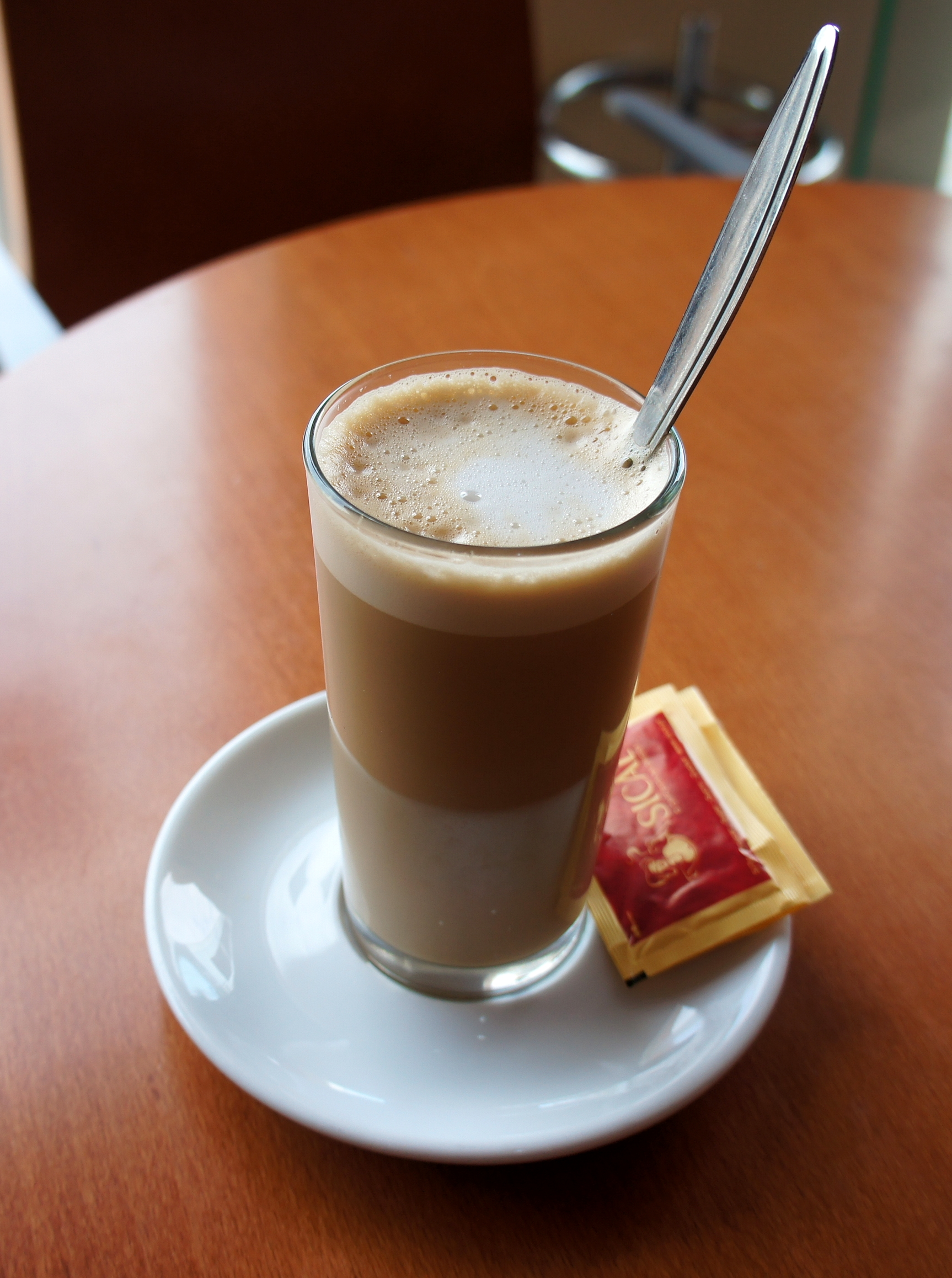
«Галон»

Галон (порт. Galão) — португальський гарячий кавовий напій, що готується змішуванням кави еспресо і гарячого спіненого молока.
За способом приготування Galão схожий на «лате». У високу склянку додається чверть гарячої кави та три чверті спіненого молока. Можливе приготування напою з пропорціями 1:1. Такий напій має назву «meia de leite» (укр. половина молока) і подається у філіжанці.

## Історія та етимологія
Історично вираз «galão» або «cup com galão» використовувався в португальській мові для позначення оточення склянки, незалежно від того, чи було його зроблено безпосередньо золотою смугою чи стрічкою, намальованою на склі склянки, або, метафорично, смужка піни, що утворюється на поверхні рідини, у злегка наповненій склянці.
Назва «galão» з’являється тут як метафорична алюзія на galões, золоті військові декоративні стрічки, які зазвичай використовуються в Португалії.
Термін «galão» історично використовувався в першій половині 20-го століття в Португалії та Бразилії для позначення смуги піни, утвореної на поверхні пивних келихів. Є лінгвісти, які стверджують, що те саме міркування можна застосувати до галону, як до напою на основі кави та молока, маючи на увазі молочну піну.

## Види
- Класичний галон. Пропорція кави та спіненого молока дотримується 1:4;
- "Світлий" галон (порт. Galão claro). Частина кави в даному виді галона досягає приблизно 1/5 всього напою, решту становить молоко;
- "темний" галон (порт. Galão escuro). Цей рецепт готується з 1/3 кави та 2/3 молока;
- "половина молока" (порт. Meia de leite). Кава та молоко дотримуються в рівних пропорціях.

У Португалії для приготування галону в основному використовують суміш різних сортів кави.
Іноді до галона подається паличка кориці в індивідуальній упаковці, яка в цьому випадку може бути ложкою.